# Шахматы в Великобритании
Шахматы в Великобритании

## История

### Появление шахмат
Шахматная игра завезена на Британские острова по всей вероятности, викингами задолго до завоевания островов норманнами (1066). Игра неоднократно упоминается в ряде эпических произведений, например в древних кельтских преданиях. Сохранились рассказы о шахматных увлечениях датско-английского короля Кнуда I Великого; согласно одному из них, Кнуд, играя с эрлом Ульфом (1027) сделал проигрывающий ход и попытался вернуть его, но, когда Ульф отказал ему в этом, Кнуд приказал казнить эрла.
Наиболее древней находкой является клад резных шахматных фигур (часть клада из моржовой кости), обнаруженный в 1831 на западном побережье о. Льюис. Среди 78 фигур несколько шахматных комплектов — 8 королей, 8 ферзей, 12 ладей, 15 коней, 16 слонов и 19 пешек, изготовленных в Англии или в Скандинавии в XI или XII веках. 67 фигур хранятся ныне в Британском национальном музее в Лондоне, остальные — в Национальном музее в Эдинбурге.

### Средние века
В средние века шахматная игра была распространена преимущественно среди знатных и образованных людей, но в XV—XVII века она стала достоянием и других слоёв населения. О возросшей популярности шахмат в средневековье Англии свидетельствуют обращения к шахматной теме У. Кэкстона, обилие шахматных эпизодов в крупных литературных произведениях той эпохи. Шахматная позиция на картине «Портрет Эдварда Виндзора, 3-й барона Виндзора, его жены, Кэтрин де Вер, и их семьи» (1568, атрибутировалась Мастеру графини Уорик) показывает уровень комбинационного мышления шахматистов-любителей II половины XVI века. Картина, приписываемая разными искусствоведами Карелу ван Мандеру и Исааку Оливеру, «Бен Джонсон и Уильям Шекспир» датирована 1603 годом и изображает шахматную партию двух английских драматургов. Во время пребывания в Англии Дж. Греко (1624) большим успехом пользовалась в лондонском театре «Глобус» пьеса Т. Мидлтона «Шахматная партия», где за шахматными перипетиями скрывалась политическая злоба дня.

### XVIII век
С конца XVII века получили распространение кофейни, где начали собираться шахматисты. Центром шахматной жизни стал Лондон. В XVIII веке местом регулярных встреч сильнейших шахматистов страны служила кофейня Слотера в Лондоне, где Ф. Филидор выиграл матч у Ф. Стаммы (1747). Лондонский шахматный клуб (основан в 1770) ежегодно приглашал Филидора для чтения лекций, проведения уроков шахматной игры и сеансов «вслепую». Филидор оказал огромное влияние на развитие шахмат в Англии; в Лондоне вышли первое (1749) — третье (1790) издания его «Анализа шахматной игры». Популярной среди шахматистов была также кофейня «Симпсонс диван», где проводилось немало различных шахматных соревнования. В Лондоне за рекордные £ 457 250 ($ 717 425) на аукционе Кристис в 2012 году была продана картина «Портрет Уильяма Эрла Уэлби и его первой жены, Пенелопы, играющих в шахматы на фоне занавеса» художника Фрэнсиса Котса. Картина отличается не только блестящим исполнением, но и интригует небанальной трактовкой сюжета.

### XIX век
В начале XIX века ведущими английскими шахматистами и шахматными литераторами были Дж. Саррат, У. Льюис, Дж. Уокер, У. Эванс. Первым шахматистом международного класса стал А. Мак-Доннелл, сыгравший серию матчей (1834—1835) с Л. Лабурдонне. Англо-французское соперничество, под знаком которого развивались европейские шахматы в первой половине XIX века, продолжилось в матче между Г. Стаунтоном и П. Сент-Аманом (1843), выиграв который, Стаунтон получил неофициальное признание как сильнейший шахматист мира. В 1851 Стаунтон организовал первый в мире международный турнир, где участвовал и сам (четвёртое место). Из современников Стаунтона выделялись также Г. Бокль и И. Лёвенталь.
Известны десять или более фотографий играющих шахматистов, относящихся к 40-м годам XIX века, две наиболее известные из них входят в собрание музея Метрополитен. На многих фотографиях из этой серии запечатлены выдающиеся люди своего времени: фотографы Антуан Клоде, Николаас Хеннеман, Кальверт Ричард Джонс, сын уэльского землевладельца, математик, бывший художник-маринист, фотограф-дагерротипист, занимавшийся и калотипией. Эта серия фотографий «Шахматисты» приписывается современными историками искусства различным фотографам из круга друзей Фокса Тальбота. Среди наиболее достоверных атрибуций — сам Фокс Тальбот, Клоде и Николаас Хеннеман.
Вторая половина XIX века считается периодом расцвета английских шахмат. Этому в немалой степени способствовала деятельность Британской шахматной ассоциации (основана в 1859), которая организовала второй международный турнир (1862), а также положила начало проведению национальных чемпионатов (1866); среди первых чемпионов были С. Де Вер (1866), Дж. Блэкберн (1869), Дж. Уискер (1870 и 1872). Крупными событиями международной шахматной жизни стаил Лондонские турниры 1872, 1883, 1899 и Гастингский турнир 1895, признанный самым значительным соревнованием XIX века. Наибольших успехов в турнирах второй половины XIX века добился Блэкберн, успешно выступали Г. Берд, Дж. Мэзон, А. Берн, И. Гунсберг, Вордсворт Донисторп. В разное время в Лондоне проживали В. Стейниц, И. Цукерторт, Эм. Ласкер, что ещё больше повышало роль английской столицы как крупнейшего шахматного центра мира.
Большое место занимала шахматная тема в английской живописи XIX века. Британский художник Томас Лиминг изобразил сцену из жизни провинциального шахматного клуба на картине «Портреты джентльменов из Херефордского шахматного общества» в 1815 и 1818 годах. «Шахматисты» — наиболее значимая картина художника Джеймса Норткота (1807). Загадочный сюжет и атмосфера театрального представления выделяют её среди других работ живописца. В 1871 году художница-прерафаэлит и литератор Люси Мэдокс Браун изобразила своего будущего мужа в образе волшебника Просперо на картине «Фердинанд и Миранда играют в шахматы», где в аллегорической форме изображены члены семейства Браунов и сложные отношения, существовавшие между ними. «Детская задача» (1857) — акварель английского художника Ричарда Дадда (1817—1886). Создана в психиатрической лечебнице, где он находился уже тринадцать лет после совершённого им убийства собственного отца. На акварели изображена шахматная позиция с матом в два хода.
Десятки статей в настоящее время посвящены теме «Льюис Кэрролл и шахматы». Писатель не только сам играл в шахматы, но и обучал им детей, фотографировал знаменитых шахматистов или выдающихся людей за шахматами, придумывал новые варианты шахматной игры.

### Первая половина XX века
Вместо национальной ассоциации была создана Британская шахматная федерация (БШФ, 1904), которая возобновила проведение национальных чемпионатов среди мужчин и впервые стала организовывать чемпионаты среди женщин. У мужчин чаще других чемпионаты выигрывали Г. Аткинс (9 раз), Ф. Ейтс (5), Дж. Томас, У. Уинтер и К. Александер (по 2); у женщин звание первой чемпионки удостоилась К. Финн (1870 — 1932), выигравшая также несколько женских международных турниров (Остенде, 1906 и 1907; Сан-Ремо, 1911). Однако после Блэкберна уровень игры ведущих английских шахматистов заметно снизился. Единственного гроссмейстера Великобритания получила в лице индуса М. Султан-Хана, которых, прожив в Лондоне 6 лет, сумел трижды стать чемпионом страны (1929, 1932 и 1933) и успешно выступит на международной арене. Однако с возвращением в Индию Султан-Хан оставил шахматы: «Единственный крупный шахматный талант, которого выдвинула в текущем столетии Британская империя, был индус. Мы говорим «был», так как похоже, что Султан-Хан совершенно исчез с шахматного горизонта». В Лондоне проживала и успешно выступала в международных соревнованиях В. Менчик.
С 1920 Великобритания стала регулярно проводить Гастингские турниры, возобновилось проведение Лондонских международных турниров (1922, 1927, 1932), в 1936 был организован крупный международный турнир в Ноттингеме. Великобритания была среди стран-учредительниц ФИДЕ (1924), организовала первый (1927) и пятый (1933) «турниры наций».

### Вторая половина XX века
После Второй мировой войны 1939—45 английские шахматисты лишь изредка добивались успехов в международных соревнованиях: Александер выиграл партию у М. Ботвинника в радиоматче (1946) и разделил 1—2-е место с Д. Бронштейном на турнире в Гастингсе (1953/54). Наибольшее число раз (10) национальные чемпионаты выигрывал Дж. Пенроуз, которому было присвоено звание международного мастера (1961).
В начале 1970-х годов БШФ развернула широкую деятельность по популяризации шахмат в стране, выявлению молодых талантливых шахматистов, повышению общественного статуса шахмат, материальных стимулов для шахматистов, что сказалось на результатах английских шахматистов в международных соревнованиях. А. Майлс стал чемпионом мира среди юношей (1974) и первым английским шахматистом, удостоенным звания международного гроссмейстера (1976). Чемпионаты Европы среди юношей выиграли Дж. Нанн (1975/76) и Ш. Толбут (1977/78). Вслед за Майлсом норму международного гроссмейстера выполнили Р. Кин (1976), М. Стин (1977), Нанн (1978), Дж. Спилмен (1980), Дж. Местел (1982), М. Чандлер (1983), Н. Шорт (1984), Дж. Пласкетт (1985), Г. Флир (1987); все они добились заметных успехов в международных соревнованиях. В 1985 ФИДЕ присвоило звание международного гроссмейстера за прошлые успехи Г. Голомбеку.

## Чемпионат Великобритании
Современный чемпионат Великобритании начал проводиться с 1904 года.

## Сборная Великобритании
Улучшились результаты английских шахматистов в командных соревнованиях: первое место в молодёжном первенстве мира (Мехико, 1978), третье — на 7-м чемпионате Европы (Скара, 1980) и первом чемпионате мира (Люцерн, 1985), второе место на Всемирных олимпиадах в Салониках (1984) и Дубае (1986). Успешно выступив в межзональных турнирах 1987, Дж. Спилмен и Н. Шорт первыми из английских шахматистов получили право участвовать в соревнованиях претендентов. В 1/8 финала (Сент-Джон, 1988) Спильман выиграл у Я. Сейравана 4:1, а Шорт — у Д. Сакса 4:1.
| Лучшие результаты команды Англии | Лучшие результаты команды Англии          | Лучшие результаты команды Англии |
| Турнир                           | Мужчины                                   | Женщины                          |
| -------------------------------- | ----------------------------------------- | -------------------------------- |
| Шахматная олимпиада              | 3 (1984, 1986, 1988) 3 (1927, 1976, 1990) | 1 (1976)                         |
| Командный чемпионат мира         | 2 (1985, 1989)                            |                                  |
| Командные чемпионаты Европы      | 1 (1997) 2 (1980, 1992)                   | 2 (1997, 2001)                   |

## Женские шахматы
Среди шахматисток многолетним лидером является Я. Майлс — восьмикратная чемпионка страны (1970—78). В последние годы появились и другие талантливые шахматистки, например Ш. Джексон и С. Аркелл.

## Шахматы по переписке
Популярна игра по переписке. Команда Великобритании заняла третье место на 7-й (1972—77) и 8-й (1977—82) заочных олимпиадах, завоевала звание чемпиона мира на 9-й (1982—87).

## Издательства
Великобритания стала крупным центром по выпуску шахматной литературы: издательство «Батсфорд» («Batsford») и «Пергамон пресс» («Pergamon Press»). Среди периодических изданий наиболее авторитетными являются журнал «Бритиш чесс мэгэзин», «Чесс» и «Эндгейм».

## Шахматные соревнования
Проводятся крупные международные соревнования: Тиссайд — чемпионат мира среди юношей (1973) и студенческое командное первенство мира (1974); Бат — финал 5-го командного чемпионата Европы (1973); Лондон — матч СССР — сборная команда избранных шахматистов мира (1984) и первая половина матча-реванша Каспаров — Карпов (1986).

## Англо-русские шахматные связи
Традиционный характер носят англо-русские шахматные связи. ИХ развитие связано с именами К. Яниша, М. Чигорина, Э. Шифферса, Ботвинника, Берна, Блэкберна, Гурсберга, Ейтса, Менчик и других. После Второй мировой войны  1939-45 при английском Обществе культурного сближения с СССР была создана (1946) шахматная секция (Англо-советский шахматный клуб), первом председателем которого был Томас. Важным вкладом в развитие англо-советских шахматных связей явились радиоматч СССР — Великобритания и очные матчи в Лондоне (1947 и 1954). В последующие десятилетия английские шахматисты регулярно выступают в международных соревнованиях, проводимых в СССР, а советские шахматисты — в английских турнирах.

## Английские исследователи
Английские исследователи первыми приступили к изучению истории шахмат — Т. Хайд (1636—1702), У. Джонс, Д. Форбс. Классическим трудом в этой области признана «История шахмат» Г. Мэррея (1913; посмертно издана «Краткая история шахмат», 1963). Из последующих работ выделяются «Столетие английских шахмат» Ф. Сарджента (1934), «История шахмат» Голомбека (1976), «История шахмат» Р. Илза (1985).

## Шахматисты Великобритании
На конец 2012 года два игрока из Великобритании обладали рейтингом выше 2700: Л. Макшейн (2713) и М. Адамс (2710)
| Шахматисты Великобритании    | Шахматисты Великобритании | Шахматисты Великобритании | Шахматисты Великобритании | Шахматисты Великобритании |
| ---------------------------- | ------------------------- | ------------------------- | ------------------------- | ------------------------- |
| Звание                       | [ 9 ]                     | [ 10 ]                    | [ 11 ]                    | [ 12 ]                    |
| Гроссмейстер                 | 23                        | 6                         | 0                         | 29                        |
| Женский гроссмейстер         | 3                         | 0                         | 0                         | 3                         |
| Международный мастер         | 34                        | 5                         | 3                         | 42                        |
| Женский международный мастер | 3                         | 0                         | 0                         | 3                         |